# 1917 en dadaïsme et surréalisme
Pour l'année, voir 1917.
 Chronologie de dada et du surréalisme 
- 1913
- 1914
- 1915
- 1916
- 1917
- 1918
- 1919
- 1920
- 1921

Cet article présente les faits marquants de l'année 1917 en dadaïsme et surréalisme.

## Éphémérides

### Janvier
- 5 janvier
Première lettre de Georges Ribemont-Dessaignes à Tristan Tzara[1].

- 8 janvier
André Breton est affecté comme infirmier à Paris puis comme externe au centre neurologique de la Pitié (dans le service du Professeur Joseph Babinski)[2].

- 12 janvier
À Zurich, première exposition Dada à la galerie Corray[3].

- 25 janvier
À Barcelone, paraît le premier numéro de la revue 391[4] créée par Francis Picabia : « C'est mieux que rien, car vraiment ici, il n'y a rien. »[5]

- Philippe Soupault est hospitalisé à Paris (Boulevard Raspail) pour une bronchite, séquelle probable de l'expérimentation d'un vaccin contre la typhoïde. Il envoie son poème Départ à Guillaume Apollinaire qui le transmet à Pierre Albert-Birot[6].

- Au café de Flore, Apollinaire présente Soupault à Pierre Reverdy, Max Jacob, Blaise Cendrars, Francis Carco, Raoul Dufy, Jean Cocteau et le présentant à André Breton, il ajoute : « Il faut que vous deveniez amis. »[7]

### Février
- 21 février
Paul Eluard obtient une permission pour épouser Gala arrivée à Paris depuis septembre dernier[8].

- Francis Picabia quitte Barcelone pour New-York et rejoint ses amis Marcel Duchamp et Alfred Stieglitz[9].

### Mars
- 1er mars
Création de la maison d'édition Malik Verlag ( de l'hébreu melech, « roi » ou « chef »[10]) à Berlin par Wieland Herzfelde et son frère John Heartfield[11].

- 15 mars
Parution du premier numéro de la revue Nord-Sud créée par Pierre Reverdy[12].

- 17 mars
 À Zurich, inauguration de la Galerie Dada, puis renommée Galerie Corray[13].

- Lettre de Guillaume Apollinaire à Paul Dermée : « Tout bien examiné, je crois en effet qu'il vaut mieux adopter surréalisme que surnaturalisme que j'avais d'abord employé. Surréalisme n'existe pas encore dans les dictionnaires, et il sera plus commode à manier que surnaturalisme déjà employé par MM. les Philosophes. »[14]

- Paul Eluard victime des gaz, est évacué du front[15].

### Avril
- 9 avril

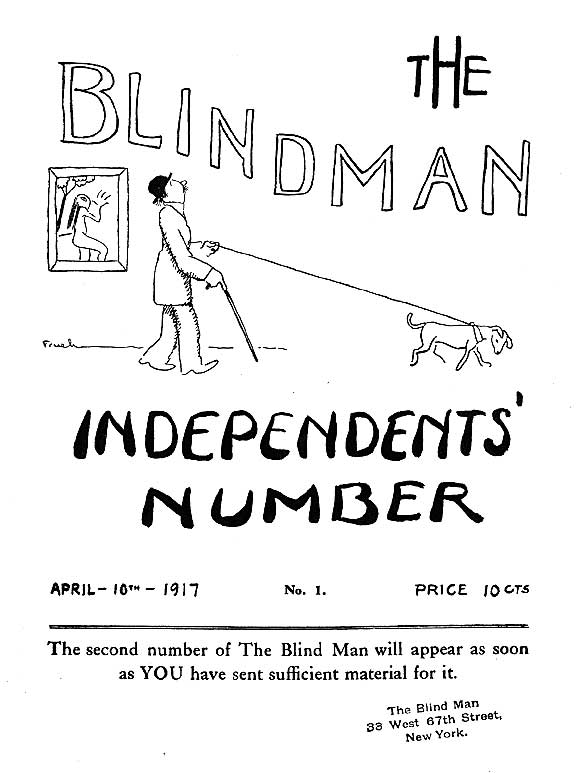
Couverture du premier numéro

Exposition Dada à Berlin, galerie Sturm[16].

- 10 avril
Parution à New York du premier numéro de la revue The Blindman créée par Marcel Duchamp, Henri-Pierre Roché et Beatrice Wood[17].

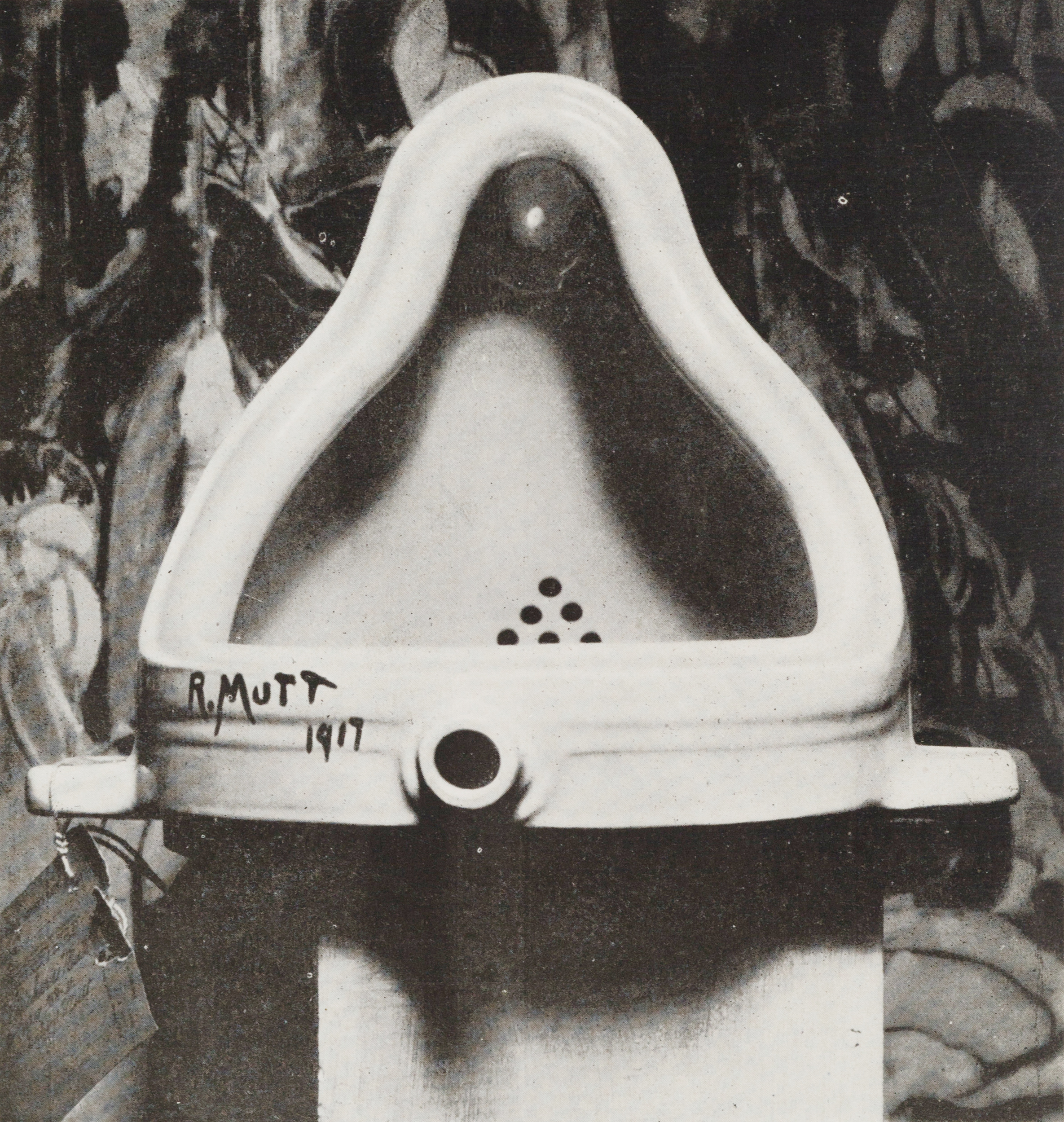
Fontaine de Marcel Duchamp, photographie d'Alfred Stieglitz

- 10 avril
Duchamp, Fontaine[18], ready-made.
Proposée dans le cadre d'une exposition « sans jury et sans médaille » organisée à New York par la Société des artistes indépendants, l'œuvre est refusée pour cause d'« obscénité et de non-art. »
Photographiée par Alfred Stieglitz, elle est aussitôt publiée dans la revue The Blindman.

- 29 avril
Lettre de Jacques Vaché à André Breton : « Êtes-vous sûr qu'Apollinaire vit encore, et que Rimbaud ait existé ? Pour moi je ne crois pas - je ne vois guère que Jarry (Tout de même, que voulez-vous, tout de même - UBU) »[19]

- André Masson est grièvement blessé pendant l'offensive du Chemin des Dames (Aisne)[réf. nécessaire]

### Mai
- 18 mai
Dans le programme du ballet Parade Guillaume Apollinaire emploie publiquement et pour la première fois, le mot de « sur-réalisme »[20]

- 25 mai
Les dadaïstes organisent une « soirée Hans Heusser » à Zurich[21].

- Le même jour à New York, Marcel Duchamp, Henri-Pierre Roché et Beatrice Wood organisent au Webster Hall le Blindman's Ball, un bal costumé : « On [y] dansera jusqu'à l'aube. L'aveugle doit voir le soleil. Guenilles romantiques exigées. »[22].

- À Zurich, exposition Dada Musique et danse nègre[23].

- Pressé par Pierre Albert-Birot qui veut imprimer le programme des Mamelles de Tirésias, Guillaume Apollinaire tranche définitivement pour drame surréaliste au lieu de drame surnaturaliste[24].

- Theo van Doesburg créé la revue De Stijl[25].

### Juin
- 12 juin

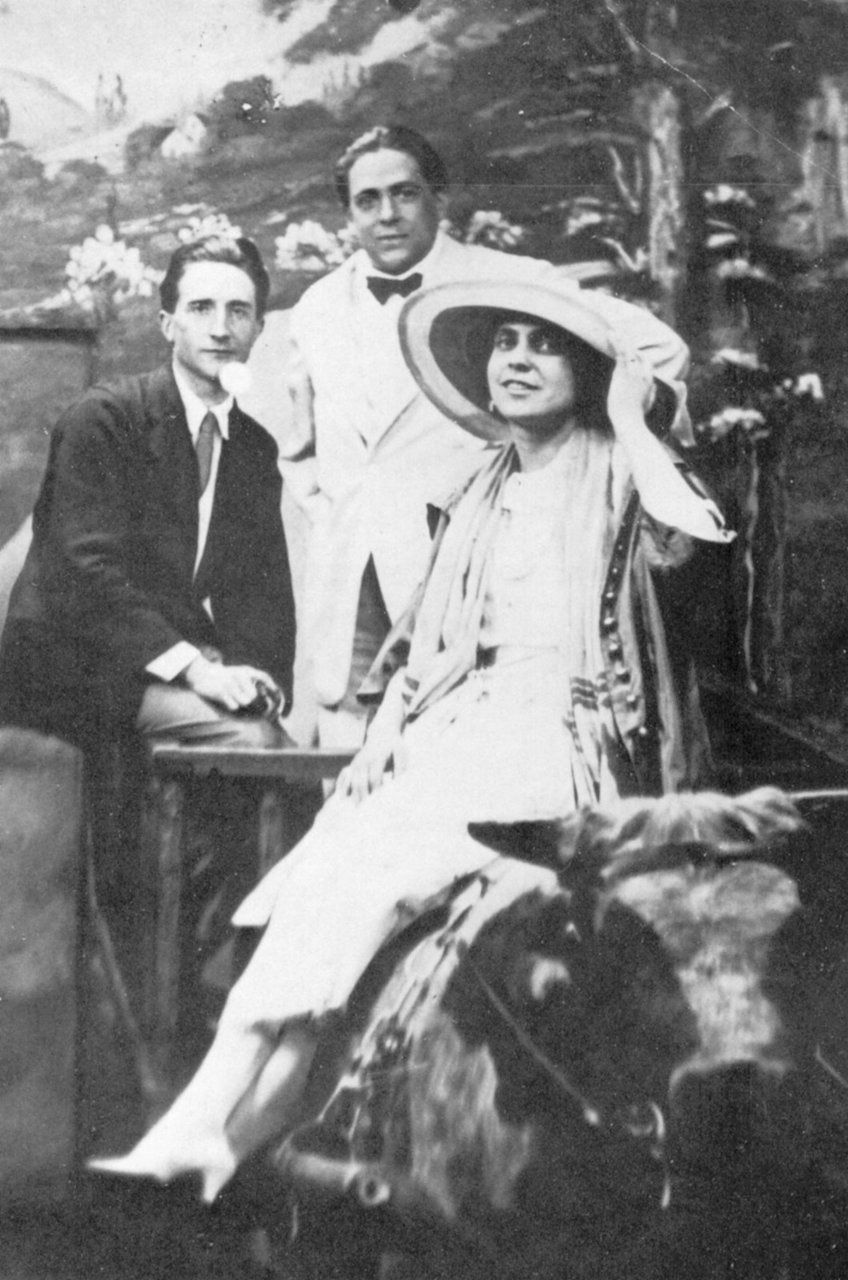
Marcel Duchamp, Francis Picabia et Beatrice Wood, le 21 juin 1917

À New York, invité par Marcel Duchamp et Francis Picabia à participer à une conférence sur l'humour, Arthur Cravan, ivre, se met à rire sans rien dire et commence à se déshabiller jusqu'à l'intervention de la police[26].

- 24 juin
Première représentation des Mamelles de Tirésias de Guillaume Apollinaire mis en scène par Pierre Albert-Birot, à Paris[27].
Apollinaire apparaît sur la scène et crie au public « Cochons ! ». Philippe Soupault faisait office de souffleur.

- 28 juin
Soupault achète à la librairie Ars et vita, située en face de l'hôpital du boulevard Raspail, un ouvrage broché dont le titre et l'auteur lui sont inconnus : Les Chants de Maldoror du Comte de Lautréamont : « Depuis ce jour-là, véritable jour de ma naissance, personne ne m'a reconnu. Je ne sais plus moi-même si j'ai du cœur. »[28]

- Querelle entre Tristan Tzara et Hugo Ball : ce dernier rompt définitivement avec Dada[16].

### Juillet
- 31 juillet
Paul Eluard, Le Devoir et l'inquiétude, publié par les soins de son ami Jules Gono, éditeur et relieur d'art[29].

- Parution à Zurich du premier numéro de la revue Dada créée par Tristan Tzara[23].

- Nord-Sud fait paraître dans son numéro de juin-juillet des poèmes de Tzara[30].

### Août
- 18 août
Lettre de Jacques Vaché à André Breton : « Nous ne connaissons plus Apollinaire, ni Cocteau - Car - Nous les soupçonnons de faire de l'art trop sciemment, de rafistoler du romantisme avec du fil téléphonique et de ne pas savoir les dynamos. »[31]

### Septembre
- 1er septembre
André Breton, interne à l'hôpital du Val-de-Grâce y fait la connaissance de Louis Aragon[32].
Breton : « Vraiment un poète avec des yeux levés très haut, sans rien dans le geste de convenu et si mal adapté ! »[33]

- Adrienne Monnier solde le numéro de la revue Vers et prose contenant le premier des Chants de Maldoror du Lautréamont. Aragon et Breton achètent le lot, distribuent des exemplaires à leurs amis et passent leurs nuits de garde au service des aliénés à se les lire à haute voix[32],[34].
Aragon : « Parfois, derrière les portes cadenassées, les fous hurlaient, nous insultant, frappant les murs de leurs poings. Cela donnait au texte un commentaire obscène et surprenant. Les brusques trous de silence étaient plus impressionnants encore que le vacarme démentiel »[35].

- Entrée de l'esprit Dada dans SIC. Tristan Tzara y fait sa première apparition avec un texte en prose intitulé Note 6 sur l'art nègre. C'est dans le même numéro qu'Albert-Birot informe ses lecteurs de la naissance de la revue DADA avec un sobre entrefilet[36].

### Octobre
- 19 octobre
Arrivée à Paris de Jacques Vaché profitant d'une permission. Avec André Breton, ils projettent une conférence sur «l'Umour» au théâtre du Vieux-Colombier[37].

- À Bruxelles, Clément Pansaers fonde la revue Résurrection qui publie ses propres gravures sur bois et des textes de Carl Einstein, Pierre Jean Jouve, Charles Vildrac et Franz Werfel[38].

- À Barcelone, publication du recueil Cinquante-deux miroirs de Francis Picabia regroupant des poèmes écrits depuis 1914[39].

- Paul Dermée, Spirales, poèmes, éditeur Birault à Paris[40].

### Novembre
- 26 novembre
Conférence de Guillaume Apollinaire au Vieux-Colombier, L'Esprit nouveau et les poètes avec un programme de lectures choisies par André Breton : « Un mouchoir qui tombe peut être pour le poète le levier avec lequel il soulèvera tout un univers. »
Déception de Breton quand il entend Apollinaire parler de « bon sens français [et de son] horreur du chaos ou du désordre. »[41].

### Décembre

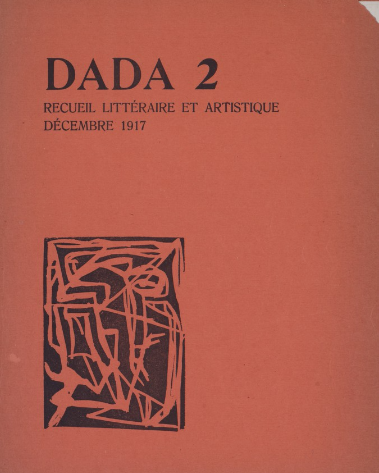
Dada n°2, décembre 1917

- À Zurich, à la mi-décembre, parution du deuxième numéro de la revue Dada[42].

### Cette année-là
- Séjour d'Antonin Artaud à Divonne-les-Bains (Ain). Un médecin croit reconnaître dans les symptômes une syphilis héréditaire et prescrit un traitement par piqûres à base d'arsenic, de mercure et de bismuth[43].

- Contraints de fermer le Cabaret Voltaire, les dadaïstes ouvrent une galerie dans l'artère principale de Zurich, la Bahnhofstrasse[44].

### Œuvres
- Guillaume Apollinaire

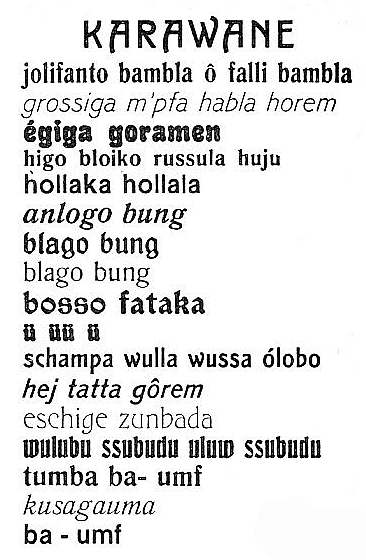

  - Les Mamelles de Tirésias, sous-titré « drame surréaliste en deux actes et un prologue »
- Jean Arp
  - Fleur-marteau, relief en bois peint à l'huile[45]
  - Formes terrestres (Forêt], broderie[46]
  - Larmes d'Enak : formes terrestres[47]
  - La Mise au tombeau des oiseaux et papillons (Portrait de Tristan Tzara), reliefs : planches de bois aux contours sinueux, découpées, fixées et peintes ou non[48]
  - Série de collages comportant le titre récurrent […] selon les lois du hasard[49]
- Hugo Ball
  - Karawane, poème non-sensique[50]
- Giorgio De Chirico
  - Les Bains mystérieux[51]
  - La Chambre enchantée[52]
  - Grand intérieur métaphysique[53]
  - Le Grand métaphysicien, huile sur toile[54]
  - Hector et Andromaque, huile sur toile[55]
  - Les Jeux du savant, huile sur toile[56]
  - La Muse métaphysique, huile sur toile[57]
- Paul Dermée
  - Spirales, poèmes[58]
- Marcel Duchamp
  - Apolinère Enameled, huile sur toile[59]
  - Fontaine, ready-made : urinoir renversé et signé « R. Mutt »[60]
  - Trébuchet, ready-made : portemanteau en bois et métal, fixé au sol[61]
- Paul Eluard
  - Le Devoir et l'inquiétude, éditeur A. J. Gonon à Paris[62]
- Max Ernst
  - La Bataille des poissons, aquarelle sur papier[63]
- Elsa von Freytag-Loringhoven
  - God, sculpture : tuyau de plomb fiché dans un socle en bois[39]
- George Grosz
  - Crime sadique dans l'Ackerstrasse, dessin[64]
  - Hochbahn Berlin, encre sur papier[65]
  - Metropolis, huile sur carton[66]
- Marcel Janco
  - Album. Huit gravures sur bois avec un poème de Tristan Tzara, édité à Zurich[40]

- Francis Picabia

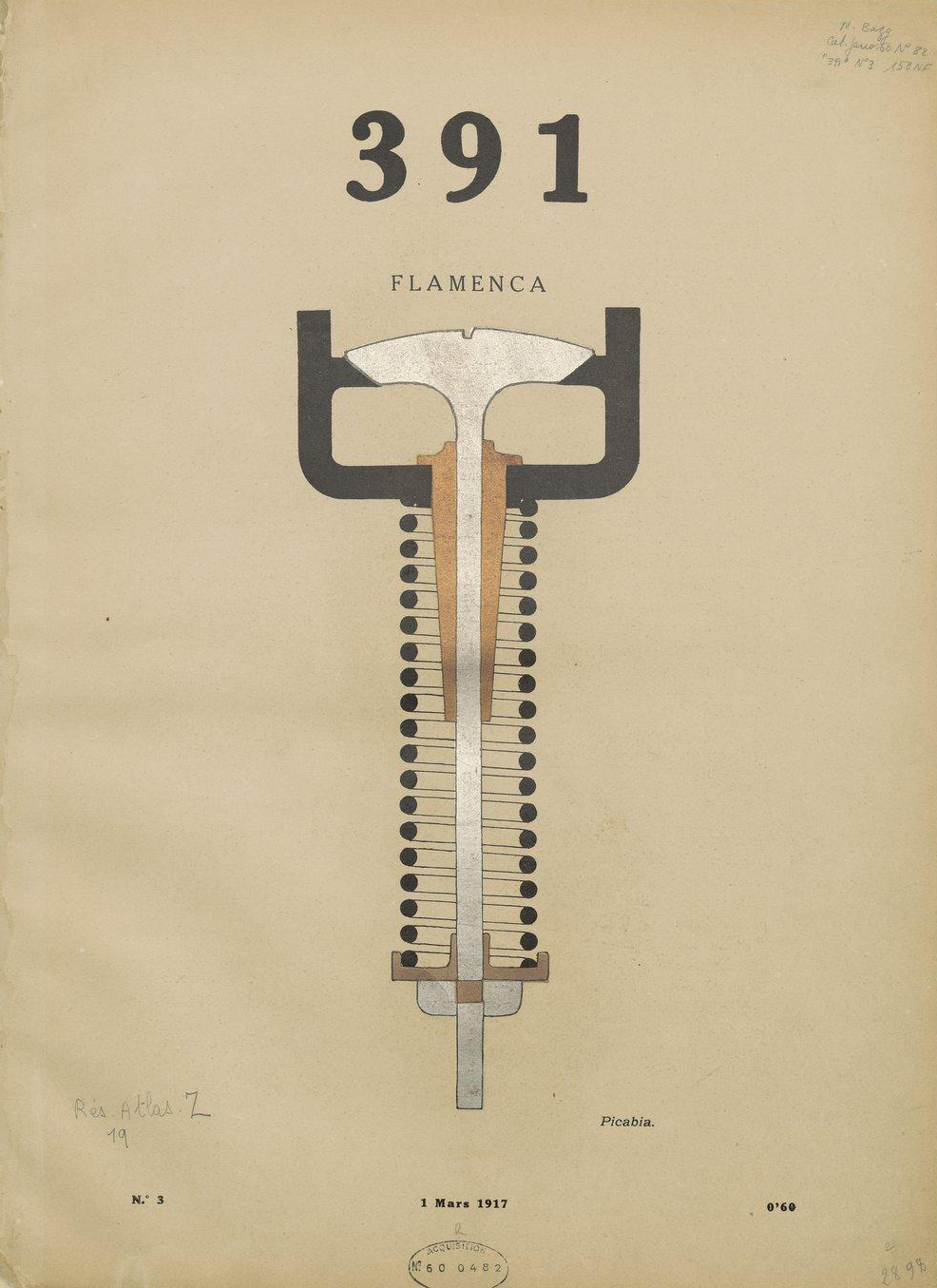
Picabia, couverture du n°3 de la revue 391 de mars 1917

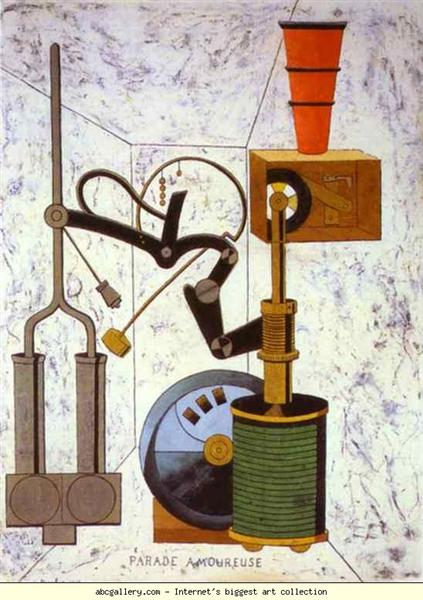
Francis Picabia, Parade amoureuse

  - La Musique est comme la peinture, vernis sur linoléum[67]
  - Novia[68]
  - Parade amoureuse[69]
  - Portrait de Marie Laurencin, Four in hand[70]
- Man Ray
  - Boardwalk, collage sur bois[71]
  - Trois parasoleils pour dames et cavaliers délicats, dessin[72]
- Hans Richter
  - Autoportrait visionnaire, huile sur toile[73]
- Philippe Soupault
  - Aquarium, poésie éditée par l'Imprimerie Paul Birault à Paris[74]
- Sophie Taeuber
  - Symétrie pathétique, broderie de coton à partir d'un dessin de Jean Arp[75]
- Beatrice Wood
  - Un peut d'eau dans du savon, tableau composite[76]